# 9560 Anguita
9560 Anguita è un asteroide della fascia principale. Scoperto nel 1987, presenta un'orbita caratterizzata da un semiasse maggiore pari a 2,1708322 UA e da un'eccentricità di 0,0560631, inclinata di 2,36018° rispetto all'eclittica.